# Bezirk Neunkirchen
Der Bezirk Neunkirchen ist ein Verwaltungsbezirk des Landes Niederösterreich.
Sitz der Bezirkshauptmannschaft ist Neunkirchen, Außenstellen befinden sich in Aspang-Markt und Gloggnitz.

## Geschichte
Wie die meisten niederösterreichischen Bezirke wurde Neunkirchen 1868 begründet. 1896 wurde er auf das Gebiet der damaligen Gerichtsbezirke Neunkirchen und Gloggnitz reduziert – die Gerichtsbezirke Aspang und Kirchschlag wurden an Wiener Neustadt abgetreten (RGBl. 202/1896). Das Gebiet des Gerichtsbezirks Aspang kam später an Neunkirchen zurück.

### Bezirkshauptleute
- Erwin Schwartzenau (1891–1893)
- Josef Hofer (1965–1990)
- Karl Hallbauer (1991–2006)
- Heinz Zimper (2007–2010)
- Alexandra Grabner-Fritz (seit 2011)

## Geografie
Der Bezirk liegt im südlichen Industrieviertel und ist auch in der Raumplanung der Hauptregion Industrieviertel zugeordnet.
Die Schwarza entspringt unmittelbar nordwestlich der Bezirksgrenze und fließt erst in südöstlicher, dann in östlicher Richtung durch den Bezirk. Die Bevölkerung des Bezirks konzentriert sich auf ihren Talabschnitt zwischen Reichenau und Schwarzau am Steinfeld. Im Norden und Nordwesten ist der Bezirk von der Rax-Schneeberg-Gruppe geprägt; der Schneeberg liegt vollständig im Bezirk, über die Rax verläuft die Grenze zur Steiermark. Jenseits des südlichen anschließenden Semmering-Passes liegt der Wechsel, der Richtung Osten in die Bucklige Welt übergeht. Im äußersten Norden hat der Bezirk Anteil an den Gutensteiner Alpen.

### Nachbarbezirke
|                   | Bezirk Wiener Neustadt                                                                   | Statutarstadt Wiener Neustadt |
| Bezirk Lilienfeld | Kompassrose, die auf Nachbargemeinden zeigt                                              | Bezirk Wiener Neustadt        |
|                   | Bezirk Bruck-Mürzzuschlag (Stmk), Bezirk Weiz (Stmk), Bezirk Hartberg-Fürstenfeld (Stmk) |                               |

## Angehörige Gemeinden

Gemeinden des Bezirks Neunkirchen

Der Bezirk Neunkirchen umfasst 44 Gemeinden, darunter drei Städte und 17 Marktgemeinden und umfasst 1.146,92 km².
Regionen sind Kleinregionen in Niederösterreich
| Gemeinde                    | Lage | Ew     | km²    | Ew / km² | Gerichtsbezirk | Region         | Typ             | Metadaten         |
| --------------------------- | ---- | ------ | ------ | -------- | -------------- | -------------- | --------------- | ----------------- |
| Altendorf                   |      | 362    | 7,20   | 50       | Neunkirchen    | Schwarzatal    | Gemeinde        | Gem.Kennz.: 31801 |
| Aspang-Markt                |      | 1.822  | 5,20   | 350      | Neunkirchen    | Wechselland    | Markt- gemeinde | Gem.Kennz.: 31802 |
| Aspangberg-St. Peter        |      | 1.877  | 81,49  | 23       | Neunkirchen    | Wechselland    | Gemeinde        | Gem.Kennz.: 31803 |
| Breitenau                   |      | 1.559  | 9,63   | 162      | Neunkirchen    |                | Gemeinde        | Gem.Kennz.: 31804 |
| Breitenstein                |      | 283    | 20,29  | 14       | Neunkirchen    | Semmering-Rax  | Gemeinde        | Gem.Kennz.: 31805 |
| Buchbach                    |      | 358    | 2,99   | 120      | Neunkirchen    | Schwarzatal    | Gemeinde        | Gem.Kennz.: 31806 |
| Bürg-Vöstenhof              |      | 160    | 25,16  | 6,4      | Neunkirchen    | Schwarzatal    | Gemeinde        | Gem.Kennz.: 31842 |
| Edlitz                      |      | 891    | 14,25  | 63       | Neunkirchen    | Bucklige Welt  | Markt- gemeinde | Gem.Kennz.: 31807 |
| Enzenreith                  |      | 1.959  | 9,21   | 213      | Neunkirchen    | Semmering-Rax  | Gemeinde        | Gem.Kennz.: 31808 |
| Feistritz am Wechsel        |      | 1.031  | 23,78  | 43       | Neunkirchen    | Wechselland    | Gemeinde        | Gem.Kennz.: 31809 |
| Gloggnitz                   |      | 5.828  | 19,58  | 298      | Neunkirchen    | Semmering-Rax  | Stadt- gemeinde | Gem.Kennz.: 31810 |
| Grafenbach-St. Valentin     |      | 2.337  | 13,90  | 168      | Neunkirchen    | Schwarzatal    | Markt- gemeinde | Gem.Kennz.: 31811 |
| Grimmenstein                |      | 1.296  | 14,78  | 88       | Neunkirchen    | Bucklige Welt  | Markt- gemeinde | Gem.Kennz.: 31812 |
| Grünbach am Schneeberg      |      | 1.628  | 7,37   | 221      | Neunkirchen    | Schneebergland | Markt- gemeinde | Gem.Kennz.: 31813 |
| Höflein an der Hohen Wand   |      | 894    | 8,94   | 100      | Neunkirchen    | Schneebergland | Gemeinde        | Gem.Kennz.: 31849 |
| Kirchberg am Wechsel        |      | 2.536  | 51,17  | 50       | Neunkirchen    | Wechselland    | Markt- gemeinde | Gem.Kennz.: 31814 |
| Mönichkirchen               |      | 636    | 16,31  | 39       | Neunkirchen    | Wechselland    | Markt- gemeinde | Gem.Kennz.: 31815 |
| Natschbach-Loipersbach      |      | 1.740  | 10,62  | 164      | Neunkirchen    | Schwarzatal    | Gemeinde        | Gem.Kennz.: 31817 |
| Neunkirchen                 |      | 12.894 | 20,31  | 635      | Neunkirchen    | Schwarzatal    | Stadt- gemeinde | Gem.Kennz.: 31818 |
| Otterthal                   |      | 543    | 6,18   | 88       | Neunkirchen    | Wechselland    | Gemeinde        | Gem.Kennz.: 31820 |
| Payerbach                   |      | 2.073  | 17,68  | 117      | Neunkirchen    | Semmering-Rax  | Markt- gemeinde | Gem.Kennz.: 31821 |
| Pitten                      |      | 2.938  | 13,08  | 225      | Neunkirchen    | Bucklige Welt  | Markt- gemeinde | Gem.Kennz.: 31823 |
| Prigglitz                   |      | 432    | 17,97  | 24       | Neunkirchen    | Semmering-Rax  | Gemeinde        | Gem.Kennz.: 31825 |
| Puchberg am Schneeberg      |      | 2.729  | 83,17  | 33       | Neunkirchen    | Schneebergland | Markt- gemeinde | Gem.Kennz.: 31826 |
| Raach am Hochgebirge        |      | 326    | 13,24  | 25       | Neunkirchen    | Wechselland    | Gemeinde        | Gem.Kennz.: 31827 |
| Reichenau an der Rax        |      | 2.566  | 89,55  | 29       | Neunkirchen    | Semmering-Rax  | Markt- gemeinde | Gem.Kennz.: 31829 |
| St. Corona am Wechsel       |      | 383    | 8,70   | 44       | Neunkirchen    | Wechselland    | Gemeinde        | Gem.Kennz.: 31830 |
| St. Egyden am Steinfeld     |      | 2.200  | 26,17  | 84       | Neunkirchen    | Schneebergland | Gemeinde        | Gem.Kennz.: 31831 |
| Scheiblingkirchen-Thernberg |      | 1.927  | 37,83  | 51       | Neunkirchen    | Bucklige Welt  | Markt- gemeinde | Gem.Kennz.: 31832 |
| Schottwien                  |      | 662    | 12,52  | 53       | Neunkirchen    | Semmering-Rax  | Markt- gemeinde | Gem.Kennz.: 31833 |
| Schrattenbach               |      | 393    | 10,82  | 36       | Neunkirchen    | Schneebergland | Gemeinde        | Gem.Kennz.: 31834 |
| Schwarzau am Steinfeld      |      | 2.127  | 9,72   | 219      | Neunkirchen    | Bucklige Welt  | Gemeinde        | Gem.Kennz.: 31835 |
| Schwarzau im Gebirge        |      | 625    | 190,44 | 3,3      | Neunkirchen    | Semmering-Rax  | Markt- gemeinde | Gem.Kennz.: 31836 |
| Seebenstein                 |      | 1.492  | 9,09   | 164      | Neunkirchen    | Bucklige Welt  | Gemeinde        | Gem.Kennz.: 31837 |
| Semmering                   |      | 605    | 8,65   | 70       | Neunkirchen    | Semmering-Rax  | Gemeinde        | Gem.Kennz.: 31838 |
| Ternitz                     |      | 14.753 | 65,34  | 226      | Neunkirchen    | Schwarzatal    | Stadt- gemeinde | Gem.Kennz.: 31839 |
| Thomasberg                  |      | 1.231  | 28,99  | 42       | Neunkirchen    | Bucklige Welt  | Gemeinde        | Gem.Kennz.: 31840 |
| Trattenbach                 |      | 519    | 30,91  | 17       | Neunkirchen    | Wechselland    | Gemeinde        | Gem.Kennz.: 31841 |
| Warth                       |      | 1.555  | 29,97  | 52       | Neunkirchen    | Bucklige Welt  | Gemeinde        | Gem.Kennz.: 31843 |
| Wartmannstetten             |      | 1.610  | 21,41  | 75       | Neunkirchen    | Schwarzatal    | Markt- gemeinde | Gem.Kennz.: 31844 |
| Willendorf                  |      | 974    | 7,32   | 133      | Neunkirchen    | Schneebergland | Gemeinde        | Gem.Kennz.: 31845 |
| Wimpassing im Schwarzatale  |      | 1.612  | 2,07   | 779      | Neunkirchen    | Schwarzatal    | Markt- gemeinde | Gem.Kennz.: 31846 |
| Würflach                    |      | 1.630  | 12,33  | 132      | Neunkirchen    | Schneebergland | Gemeinde        | Gem.Kennz.: 31847 |
| Zöbern                      |      | 1.381  | 31,56  | 44       | Neunkirchen    | Bucklige Welt  | Gemeinde        | Gem.Kennz.: 31848 |

### Gemeindeänderungen seit 1945
- 11. Mai 1951: Umbenennung der Gemeinde St. Peter am Neuwalde in St. Peter am Wechsel
- 29. Juni 1958: Umbenennung der Gemeinde Reichenau in Reichenau an der Rax
- 28. Mai 1960: Umbenennung der Gemeinde Aspang Amt in Aspangberg
- 1. Jänner 1967: Auflösung der Gemeinden Pitten und Sautern – Zusammenschluss zur Gemeinde Pitten
- 1. Jänner 1967: Auflösung der Gemeinden Grafenbach und St. Valentin-Landschach  – Zusammenschluss zur Gemeinde Grafenbach-St. Valentin
- 1. Jänner 1967: Auflösung der Gemeinden Schiltern und Seebenstein – Zusammenschluss zur Gemeinde Seebenstein
- 1. Jänner 1968: Auflösung der Gemeinden Enzenreith und Köttlach – Zusammenschluss zur Gemeinde Enzenreith
- 1. Jänner 1968: Auflösung der Gemeinden Grimmenstein und Hochegg – Zusammenschluss zur Gemeinde Grimmenstein
- 1. Jänner 1968: Auflösung der Gemeinden Kirchberg am Wechsel und Kranichberg – Zusammenschluss zur Gemeinde Kirchberg am Wechsel
- 1. Jänner 1968: Auflösung der Gemeinden Haßbach, Kirchau, Steyersberg und Warth – Zusammenschluss zur Gemeinde Warth
- 1. Jänner 1968: Auflösung der Gemeinden Hettmannsdorf und Würflach – Zusammenschluss zur Gemeinde Würflach
- 1. Jänner 1969: Auflösung der Gemeinden Mollram, Neunkirchen und Peisching – Zusammenschluss zur Gemeinde Neunkirchen
- 1. Jänner 1969: Auflösung der Gemeinden Flatz, Sieding und Ternitz – Zusammenschluss zur Gemeinde Ternitz
- 1. Jänner 1970: Auflösung der Gemeinden Enzenreith und Thürmannsdorf – Zusammenschluss zur Gemeinde Enzenreith
- 1. Jänner 1970: Auflösung der Gemeinden Loipersbach und Natschbach – Zusammenschluss zur Gemeinde Natschbach-Loipersbach
- 1. Jänner 1971: Auflösung der Gemeinden Aspangberg und St. Peter am Wechsel – Zusammenschluss zur Gemeinde Aspangberg-St. Peter
- 1. Jänner 1971: Auflösung der Gemeinden Grünbach am Schneeberge und Höflein – Zusammenschluss zur Gemeinde Grünbach am Schneeberge
- 1. Jänner 1971: Auflösung der Gemeinden Leiding-Inzenhof und Pitten – Zusammenschluss zur Gemeinde Pitten
- 1. Jänner 1971: Auflösung der Gemeinden Gerasdorf am Steinfelde, Neusiedl am Steinfelde, Saubersdorf und Urschendorf – Zusammenschluss zur Gemeinde St. Egyden am Steinfeld
- 1. Jänner 1971: Auflösung der Gemeinden Scheiblingkirchen und Thernberg – Zusammenschluss zur Gemeinde Scheiblingkirchen-Thernberg
- 1. Jänner 1971: Auflösung der Gemeinden Hafning, Ramplach, Straßhof, Unterdanegg und Wartmannstetten – Zusammenschluss zur Gemeinde Wartmannstetten
- 28. September 1971: Umbenennung der Gemeinde Grünbach am Schneeberge in Grünbach am Schneeberg
- 1. Jänner 1972: Auflösung der Gemeinden Grafenbach-St. Valentin, Ober-Danegg und Penk – Zusammenschluss zur Gemeinde Grafenbach-St. Valentin
- 1. Jänner 1972: Auflösung der Gemeinden Kirchberg am Wechsel und Molzegg – Zusammenschluss zur Gemeinde Kirchberg am Wechsel
- 1. Jänner 1972: Auflösung der Gemeinden Otterthal, Raach am Hochgebirge und Trattenbach – Zusammenschluss zur Gemeinde Otterthal
- 1. Jänner 1974: Auflösung der Gemeinden Pottschach, Raglitz und Ternitz – Zusammenschluss zur Gemeinde Ternitz
- 1. Dezember 1978: Umbenennung der Gemeinde Aspang Markt in Aspang-Markt
- 1. Jänner 1985: Auflösung der Gemeinde Otterthal – Aufteilung auf die Gemeinden Otterthal, Raach am Hochgebirge und Trattenbach
- 11. September 1987: Umbenennung der Gemeinde Wimpassing in Wimpassing im Schwarzatale
- 1. Jänner 1991: Auflösung der Gemeinde Grünbach am Schneeberg – Aufteilung auf die Gemeinden Grünbach am Schneeberg und Höflein an der Hohen Wand
- 7. März 2001: Umbenennung der Gemeinde Vöstenhof in Bürg-Vöstenhof
- 27. Juni 2003: Umbenennung der Gemeinde Schwarzau am Steinfelde in Schwarzau am Steinfeld[1]